# Erik Hoftun
Erik Hoftun (Kyrksæterøra, 3 maart 1969) is een voormalig Noors voetballer die als verdediger zijn grootste successen vierde bij Rosenborg BK. Hij beëindigde zijn loopbaan in 2007 bij FK Bodø/Glimt.

## Clubcarrière
Hij begon zijn carrière in 1987 bij KIL/Hemne en stapte in 1992 over naar Molde FK. Na één seizoen werd hij ingelijfd door Rosenborg BK. Met die club won hij maar liefst elfmaal op rij de Noorse landstitel.

## Interlandcarrière
Hoftun speelde dertig interlands voor de nationale ploeg van Noorwegen, en scoorde eenmaal. Onder leiding van bondscoach Egil Olsen maakte hij zijn debuut voor de nationale ploeg op 25 januari 1997 in de vriendschappelijke wedstrijd tegen Australië (1-0) in Sydney. Hoftun nam met de Noorse ploeg deel aan het WK voetbal 1998 in Frankrijk.

## Erelijst
Rosenborg BK
- Landskampioen van Noorwegen

1994, 1995, 1996, 1997, 1998, 1999, 2000, 2001, 2002, 2003, 2004
- Noorse beker

1995, 1999, 2003